# Manziat

Manziat este o comună în departamentul Ain din estul Franței.